# Oiasso
Oiasso fue durante la antigüedad la ciudad o civitas portuaria de los vascones, situada en la desembocadura del río Bidasoa, en el emplazamiento de la moderna ciudad de Irún en Guipúzcoa, País Vasco (España). Durante el Imperio romano se convirtió en un importante centro de comunicaciones y de comercio del norte de Hispania, perteneciendo a la provincia Tarraconensis. Desde los años 1990 estudios arqueológicos han permitido un mayor conocimiento del contexto y realidad de la ciudad.
Cerca de la ubicación de Oiasso se encuentra el complejo minero de Arditurri, del cual la ciudad era la cabeza de su distrito minero, explotado desde época romana y asociado al puerto de Oiasso, aunque se estima que antes de la llegada de estos ya se explotaba el yacimiento. La explotación minera fue muy importante, como así lo atestiguan los restos de las obras de ingeniería existentes. Las minas estuvieron activas hasta el año 1984, por un periodo prácticamente ininterrumpido de 2000 años. En ellas se han obtenido plata, hierro, plomo, zinc, fluorita y blenda.

## Historia
Los geógrafos clásicos Plinio, Claudio Ptolomeo y Estrabón ya citaban la ciudad vascona de Oiasso. Plinio en su Naturalis Historia, reproduciendo un texto del año 50 a. C., extendió el territorio de los vascones en el extremo occidental de los Pirineos hacia el lugar de Oiarso, tradicionalmente interpretado como los montes de Oyarzun, y el Cantábrico en un área que denominó Vasconum saltus. Ptolomeo, posteriormente en el siglo II ya en la época imperial, indicó dos ubicaciones para Oiassó en el capítulo 6, 10 de su libro II Geographikè Úphégesis: una para la ciudad (en en griego antiguo: Οίασσώ πόλις) y otra para el 'promontorio de Oiassó del Pirineo' (Οίασσώ άκρον Πυρήνης). A partir de esta evocación y otra cita de Ravenate, Julio Caro Baroja propuso entender Oiasso como un núcleo disperso en dos centros, una ciudad y un puerto.
Oiasso se convirtió en un puerto importante del denominado Mare Externum, el Mar Exterior, en contraposición del Mare Nostrum o Mediterráneo, a partir de la construcción de la calzada a Tarraco a fines del siglo I a. C., que permitió el transporte de minerales y el comercio. Esta calzada atravesaba el valle del Ebro pasando por Osca e Ilerda. Por Oiasso también cruzaba la XXXIV calzada que unía Asturica Augusta con Burdigala, tal como relata Estrabón. Pertenecía a la red comercial que el Imperio romano había creado y hacía llegar las mercancías a toda la parte norte atlántica del mismo. 
Este puerto formaba parte de una red de puertos por toda la costa atlántica entre los que destacan, en la parte cantábrica, Brigantium (La Coruña), Flaviobriga (Castro Urdiales), Vesperies (posiblemente en la ría de Guernica), Menosca (se cree que Guetaria), Lapurdum (Bayona) y Burdigala (Burdeos). 
El paso del Bidasoa se constituía como paso fronterizo entre la Aquitania y la Hispania Citerior. Se han encontrado restos de un puente y se estima que el portorium, la aduana donde se cobraban las tasas, aparecerá muy pronto. Se sabe que estas tasas eran de un 2 % para los productos que pasaban hacia la Galia y de un 2,5 % en el sentido contrario. 
Oiasso tenía una componente minera. A pocos kilómetros se hallan las Peñas de Aya, donde ha sido localizada una importante explotación minera romana, de plata, con más de 3 km de galerías que incluyen un sofisticado sistema de drenaje, indicando la importancia de las mismas y delatando toda una estructura administrativa detrás de ellas.

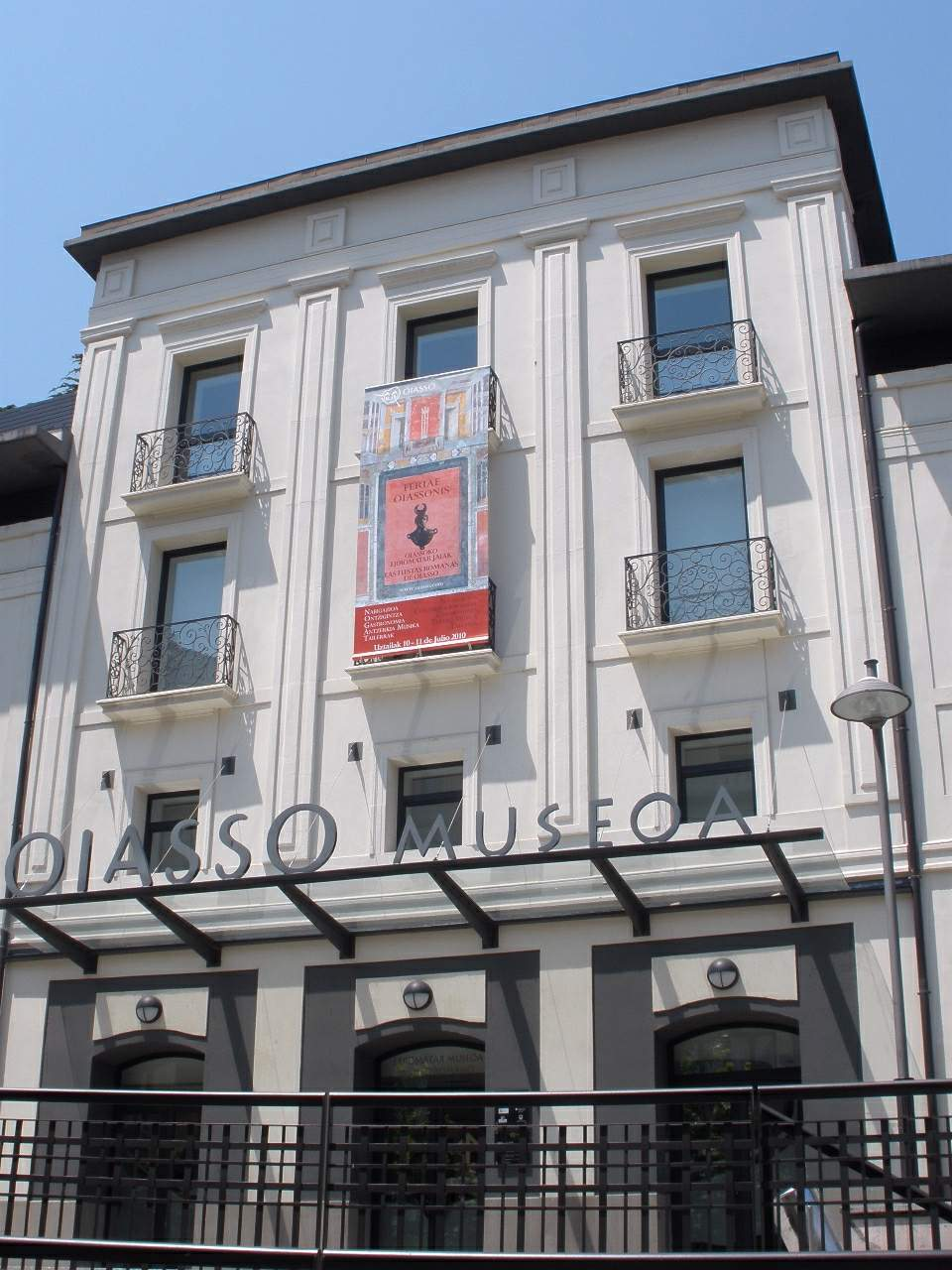
Museo Romano Oiasso

La etimología del nombre del río Bidasoa hace referencia a determinar la ubicación de Oiasso; bidasoa está compuesto por los términos bide, que en euskera significa 'camino', aso, en referencia a 'easo', corrupción de Oiasso, y a, reducción del subfijo 'ra' que significa 'hacia', lo que sería 'el camino hacia Oiasso'. Existió una vía romana que unía Caesaraugusta (la actual Zaragoza), pasando por Pompaelo (la actual Pamplona) con Oiasso, siguiendo luego hacia la actual Burdeos. Esta calzada, en su último tramo, iba paralela al río Bidasoa.
Un itinerario marítimo de fines del siglo XII, atribuido a Roger de Howden, ubica en Irún un puerto llamado Huarcha, nombre que sin duda es la forma gascona de Oyarzun (que entonces, como más tarde, designaba el territorio que se extendía desde el Bidasoa hasta la ría de Pasajes).
Irún tuvo un puerto activo hasta el siglo siglo XVIII, que perdió toda actividad por la relevancia que tomó el vecino puerto de Pasajes. Aún hoy existe oficialmente la matrícula naval de Irún.

## Arqueología
Desde 1992, el equipo de Arkeolan liderado por Mertxe Urteaga, realiza estudios arqueológicos sobre los restos de los antiguos muelles correspondientes a un puerto del siglo I descubiertos al efectuar una prospección para unas obras de la calle Santiago. Con anterioridad se había hallado la necrópolis de incineración de Santa Elena, datada en el siglo I y que contenía restos incinerados en vasijas cerámicas (Bazán y cols.: 2006). Se han encontrado almacenes, talleres y termas que configuran una extensión de 12 ha. Se estima que en los sustratos de la actual ciudad de Irún existen los restos de todas las edificaciones características de una urbe durante el Imperio romano, como teatro, anfiteatro, templos o los forum. Estos descubrimientos son considerados por algunos comentaristas como una prueba más en contra de la tradicional imagen del aislamiento de los pueblos de Vasconia.

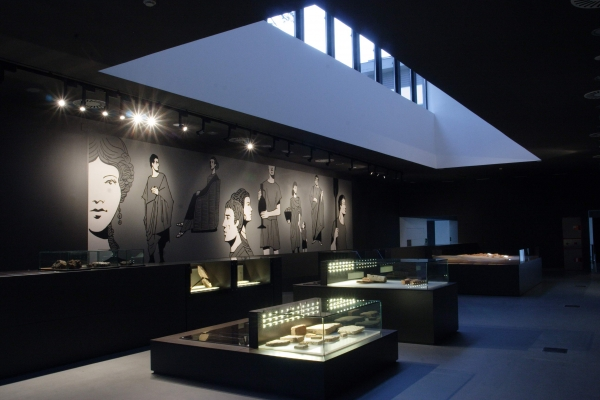
Interior del Museo Romano Oiasso

En la bahía de Txingudi, que forma la desembocadura del río Bidasoa, se han venido hallando muchos restos arqueológicos de época romana, aún antes del descubrimiento de la ubicación de Oiasso en Irún.
En el año 2006 se inaugura el Museo Romano Oiasso en Irún que recoge la historia de Oiasso.

## La Bella Easo
Antes del hallazgo de Oiasso en la actual ciudad de Irún, las referencias de los geógrafos clásicos a la ciudad vascona de Oiasso en la costa cantábrica del denominado mare externum que la ubicaban en un amplio estuario, a la salida de un río, dieron pie a identificar, en el siglo XIX, a la ciudad de San Sebastián, que había tomado relevancia desde su designación en capital provincial y al haberse convertido en un centro vacacional de moda de la alta burguesía y de la monarquía, con la mítica ciudad de Oiasso, o como la llamaban entonces Easo, surgiendo el apelativo de «La bella Easo» para designar a San Sebastián.